# Mingrano
Mingrano es una entidad de población española del municipio de Mazarrón, perteneciente a la comunidad autónoma de la Región de Murcia.

## Historia
Hacia mediados del siglo XIX, el lugar ya pertenecía a Mazarrón. Aparece descrito en el undécimo volumen del Diccionario geográfico-estadístico-histórico de España y sus posesiones de Ultramar de Pascual Madoz con las siguientes palabras:

MINGRANO: cortijada en la prov. de Murcia, part. jud. de Totana y térm. jurisd. de Mazarron.
(Madoz, 1848, p. 423)

En 2023, la entidad singular de población tenía empadronados trece habitantes.